# Himalopsyche lua
Himalopsyche lua is een schietmot uit de familie Rhyacophilidae. De soort komt voor in het Oriëntaals gebied.
De wetenschappelijke naam voor de soort werd voor het eerst geldig gepubliceerd in 1993 door de Oostenrijkse entomoloog Hans Malicky.